# 香川県の城
香川県の城（かがわけんのしろ）は、香川県内にかつてあった城館をとりまとめたものである。

## 高松市
- 高松城 - 国史跡
- 屋嶋城 - 国史跡
- 勝賀城 - 市史跡
- 十河城 - 市史跡
- 藤尾城 - 市史跡
- 前田城 - 市史跡
- 喜岡城
- 一宮城
- 岩部城
- 黄峰城

## 丸亀市
- 丸亀城 - 国史跡
- 笠島城 - 県史跡
- 栗隈城 - 市史跡
- 西長尾城 - 市史跡
- 垂水城

## 坂出市
- 沙弥島城

## 善通寺市
- 甲山城
- 仲村城

## 観音寺市
- 九十九山城
- 獅子の鼻城
- 高丸城
- 藤目城

## さぬき市
- 雨滝城 - 市史跡
- 昼寝城 - 市史跡
- 池内城

## 東かがわ市
- 引田城- 国の史跡
- 虎丸城

## 三豊市
- 麻城 - 市史跡
- 岡本城 - 市史跡
- 本篠城 - 市史跡
- 詫間城

## 小豆郡

### 土庄町
- 皇踏山城

### 小豆島町
- 星ヶ城 - 県史跡

## 木田郡

### 三木町
- 串田城
- 高岡城
- 田中城
- 二條城

## 綾歌郡

### 宇多津町
- 聖通寺城

### 綾川町
- 羽床城
- 滝宮城

## 仲多度郡

### 琴平町
- 櫛梨山城

### 多度津町
- 天霧城 - 国史跡
- 本台山城

### まんのう町
- 大堀城
- 金丸城